# Интерферон гамма
Интерферон гамма (IFNγ) – это димеризованный растворимый цитокин, который является единственным членом класса интерферонов II типа. Э. Ф. Уилок обнаружил этот интерферон, который в начале своей истории был известен как иммунный интерферон. Он описал его как продукт человеческих лейкоцитов, стимулированных фитогемагглютинином. Впоследствии его назвали продуктом антиген-стимулированных лимфоцитов. Также было выявлено, что он продуцируется в лимфоцитах человека, туберкулин-сенсибилизированных перитонеальных лимфоцитах мыши, заражённых PPD; результаты показали, что полученные супернатанты ингибируют рост вируса везикулярного стоматита. Эти отчёты также содержали основные наблюдения, лежащие в основе широко применяемого в настоящее время анализа высвобождения гамма-интерферона, используемого для тестирования на туберкулёз. У людей белок IFNγ закодирован в гене IFNG.

## Функция
IFNγ, интерферон II типа, это цитокин, который имеет решающее значение для врождённого и приобретённого иммунитета против вирусных, некоторых бактериальных и протозойных инфекций. IFNγ является важным активатором макрофагов и индуктором экспрессии молекул главного комплекса гистосовместимости II класса (MHC). Аберрантная экспрессия IFNγ ассоциирована с рядом аутовоспалительных и аутоиммунных заболеваний. Важность IFNγ в иммунной системе частично обусловлена его способностью непосредственно ингибировать репликацию вируса и, самое главное, его иммуностимулирующим и иммуномодулирующим действием. IFNγ продуцируется преимущественно естественными киллерами (NK) и естественными Т-киллерами (NKT) как часть врождённого иммунного ответа, а также эффекторными Т-клетками CD4 Th1 и CD8 цитотоксических Т-лимфоцитов (CTL) после развития антигенспецифического иммунитета  как часть адаптивного иммунного ответа. IFNγ также продуцируется нецитотоксическими врождёнными лимфоидными клетками (ILC), семейством иммунных клеток, впервые обнаруженных в начале 2010-х годов.

## Структура
IFNγ мономер состоит из ядра из шести α-спиралей и расширенной развёрнутой последовательности в С-концевой области. Это показано в структурных моделях ниже. α-спирали в ядре структуры пронумерованы от 1 до 6.

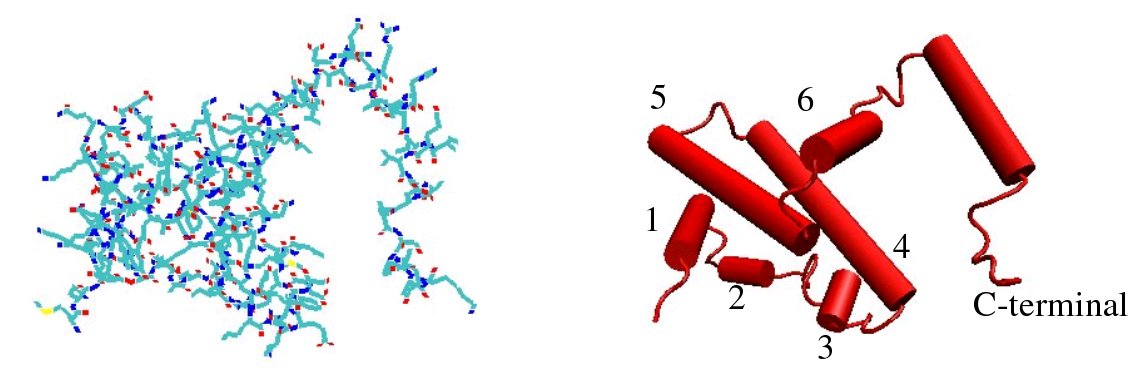
Рис. 1. Линейное представление мономера IFNγ в рисунке.

Биологически активный димер образуется путём антипараллельного взаимоблокирования двух мономеров, как показано ниже. В нарисованной модели один мономер показан красным цветом, другой – синим.

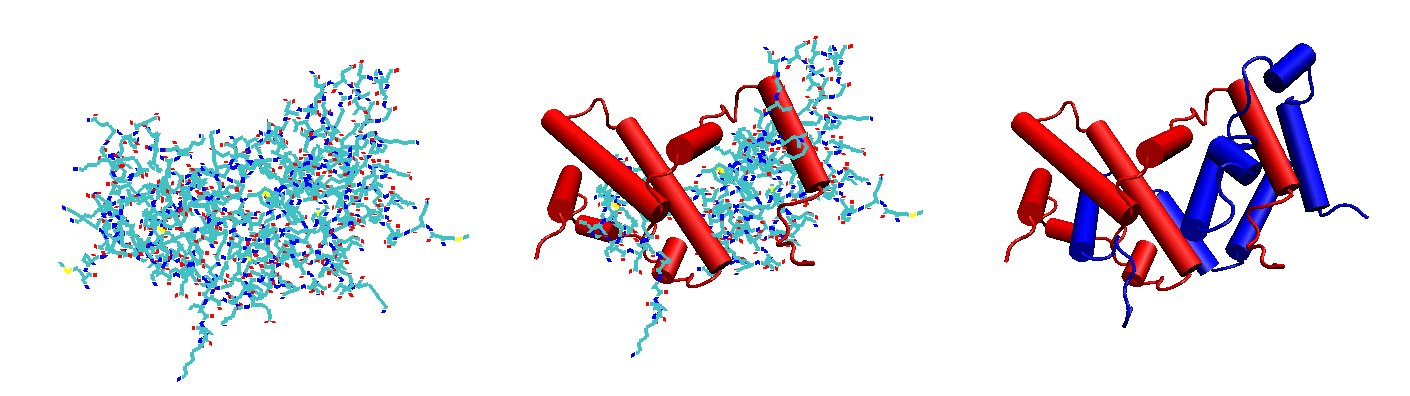
Рис. 2. Линейное представление мономера IFNγ в рисунке.

## Связывание рецепторов

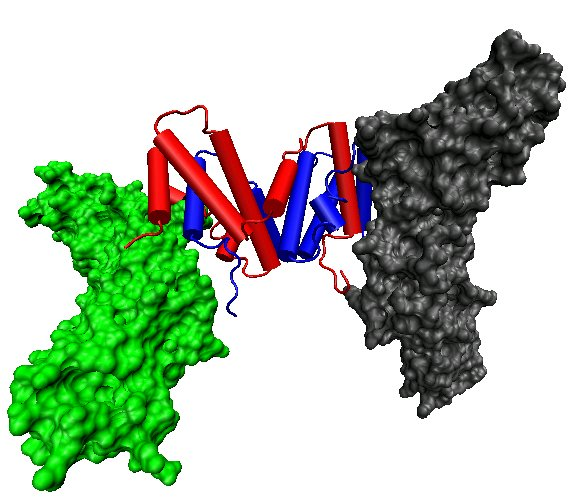
Рис. 3. Димер IFN, взаимодействующий с двумя молекулами рецептора IFNGR1.

Клеточные реакции на IFNγ активируются путём его взаимодействия с гетеродимерным рецептором, состоящим из рецептора интерферона гамма 1 (ИФНГР1) и рецептора интерферона гамма 2 (ИФНГР2). Связывание IFNγ с рецептором активирует сигнальный путь JAK/STAT. IFNγ также связывается с гепарансульфат гликозаминогликаном (HS) на поверхности клетки. Однако в отличие от многих других гепарансульфатствязывающих белков, где связывание способствует биологической активности, связывание IFNγ с HS ингибирует его биологическую активность.
Структурные модели, показанные на рис. 1-3 для IFNγ, все укорочены на своих С-концах 17-тью аминокислотами. Полная длина IFNγ составляет 143 аминокислоты в длину, модели - 126 аминокислот в длину. Аффиность к гепарансульфату находится исключительно в пределах удалённой последовательности из 17 аминокислот. . В этой последовательности из 17 аминокислот лежат два кластера основных аминокислот, называемых D1 и D2 соответственно. Гепарансульфат взаимодействует с обоими этими кластерами. В отсутствие гепарансульфата присутствие последовательности D1 увеличивает скорость образования комплексов IFNγ-рецепторов. Связываясь с D1, HS может конкурировать с рецептором и препятствовать образованию активных рецепторных комплексов.
Биологическое значение взаимодействия гепарансульфатов с IFNγ неясно, однако связывание кластера D1 с HS может защитить его от протеолитического расщепления.

## Биологическая активность
IFNγ секретируется T-хелперами (в частности, Th1-клетками), цитотоксическими Т-лимфоцитами (TC-клетки), макрофагами, эпителиоцитами слизистой оболочки и естественными киллерами. IFNγ является единственным II Типом интерферона, и серологически отличается от интерферонов I Типа; он является кислотно-лабильным, в то время как I Тип, кислотно-стабильный.
IFNγ обладает противовирусными, иммунорегулирующими и противоопухолевыми свойствами. Он изменяет транскрипцию до 30 генов, вызывая различные физиологические и клеточные реакции.
К числу таких свойств относятся:
- Способствует активности естественных клеток[источник не указан 1552 дня].
- Повышает антигенное проявление и лизосомную активность макрофагов.
- Активирует индуцибельную синтазу оксида азота (iNOS)
- Индуцирует выработку IgG2a и IgG3 из активированных плазматических B-лимфоцитов
- Заставляет нормальные клетки увеличивать экспрессию молекул MHC класса I, а также MHC класса II на антигенпрезентирующих клетках быть специфичными, посредством индукции генов обработки антигена, включая субъединицы иммунопротеасомы (MECL1, LMP2, LMP7), а также TAP и ERAAP в дополнение, возможно, к прямой регуляции тяжёлых цепей MHC и самого B2-микроглобулина
- Способствует адгезии и связыванию необходимых для миграции лейкоцитов
- Индуцирует экспрессию внутренних факторов защиты: например, в отношении ретровирусов соответствующие гены включают TRIM5alpha, APOBEC и тетерин, представляющие непосредственно противовирусные эффекты
- Простые альвеолярные макрофаги против вторичных бактериальных инфекций.[16][17]
- IFNγ является основным цитокином, определяющим Th1-клетки: Th1 -клетки секретируют IFNγ, который, в свою очередь, заставляет более недифференцированные CD4+-клетки (Th0-клетки) дифференцироваться в Th1-клетки, представляя собой петлю положительной обратной связи, подавляя дифференцировку Th2-клеток. (Эквивалентные определения цитокинов для других клеток включает в себя: IL-4 в Th2-клеток, IL-17 и T-хелперы 17.)

Естественные клетки и цитотоксические Т-лимфоциты также продуцируют IFNγ. IFNγ подавляет образование остеокластов, быстро деградируя RANK адапторного белка TRAF6 в сигнальном пути RANK-RANKL, который в противном случае стимулирует выработку NF-κB.

### Активность в образовании гранулём
Гранулёма – это ответная реакция организма на вещество, которое он не может удалить или стерилизовать. Инфекционные причины гранулём (инфекции обычно являются наиболее распространённой причиной гранулём) включают: туберкулёз, лепра, гистоплазмоз, криптококкоз, кокцидиоидомикоз, бластомикоз и токсоплазмоз. Примерами неинфекционных гранулёматозных заболеваний являются саркоидоз, болезнь Крона, бериллиоз, гигантоклеточный артериит, гранулёматоз с полиангиитом, гранулёматоз Вегенера, лёгочные ревматоидные узелки и аспирация пищи и других твёрдых частиц в лёгкие. Инфекционная патофизиология гранулём обсуждается здесь в первую очередь.
Ключевая связь между IFNγ и гранулёмами заключается в том, что IFNγ активирует макрофаги, так что они становятся более мощными в уничтожении внутриклеточных организмов. Активация макрофагов IFN γ из h1 –хелперов при микобактериальных инфекциях позволяет макрофагам преодолеть ингибирование созревания фаголизосом, вызванное микобактериями (оставаться живыми внутри макрофагов). Первыми шагами в формировании IFNγ -индуцированной гранулёмы являются активация Th1-хелперов макрофагами, высвобождающими IL-1 и IL-12 в присутствии внутриклеточных патогенов, и презентация антигенов этих патогенов. Затем Th1-хелперы объединяются вокруг макрофагов и высвобождают IFNγ, который активирует макрофаги. Впоследствии активация макрофагов вызывает цикл дальнейшего уничтожения внутриклеточных бактерий и дальнейшей презентации антигенов Th1-хелперам с дальнейшим высвобождением IFNγ. Наконец, макрофаги окружают Th1-хелперы и становятся фибробластоподобными клетками, ограждающими инфекцию.

### Активность во время беременности
Естественные киллеры матки (NK) выделяют высокие уровни хемотаксисов, таких как IFNγ. IFNγ расширяет и истончает стенки спиральных артерий матери, чтобы усилить приток крови к месту имплантации. Это ремоделирование помогает развитию плаценты, поскольку она вторгается в матку в поисках питательных веществ. Мыши с нокаутом IFNγ не могут инициировать во время беременности нормальную модификацию децидуальных артерий. Эти модели показывают аномально низкое количество клеток или некроз децидуальной оболочки.

## Производство
Рекомбинантный человеческий интерферон гамма, как дорогостоящий биофармацевтический препарат, проявляется в различных системах экспрессии, включая прокариотические, простейшие, грибковые (дрожжи), растительные, насекомые и клетки млекопитающих. Человеческий интерферон гамма обычно экспрессируется в кишечную палочку, продаваемую как ACTIMMUNE®, однако полученный продукт прокариотической экспрессионной системы не гликозилируется с коротким периодом полураспада в кровотоке после инъекции; процесс очистки от бактериальной экспрессионной системы также очень дорогостоящий. Другие системы экспрессии, такие как Pichia pastoris, не показали удовлетворительных результатов с точки зрения урожайности.

## Потенциальное использование в иммунотерапии
Интерферон гамма ещё пока не одобрен для лечения ни в одной иммунотерапии рака. Однако улучшение выживаемости наблюдалось при введении интерферона гамма пациентам с раком мочевого пузыря и меланомой. Наиболее многообещающий результат был достигнут у пациенток со 2-й и 3-й стадиями рака яичников. Напротив, подчёркивалось: «Интерферон-γ, секретируемый CD8-позитивными лимфоцитами, усиливает регуляцию PD-L1 на раковых клетках яичников и способствует росту опухоли»  Исследование in vitro ИФН-гамма в раковых клетках довольно обширны, и результаты указывают на антипролиферативную активность ИФН-гаммы, приводящую к ингибированию роста или гибели клеток, обычно индуцируемой апоптозом, но иногда и аутофагией. Кроме того, известно, что у млекопитающих происходит гликозилирование рекомбинантного человеческого интерферона гамма, экспрессируемого в HEK 293, что повышает его терапевтическую эффективность по сравнению с негликозилированной формой, которая экспрессируется в кишечной палочке.

## Взаимодействия
Было выяснено, что интерферон-γ взаимодействует с интерфероновым гамма-рецептором 1.

### Болезни
Интерферон-γ играет решающую роль в иммунном ответе против некоторых внутриклеточных патогенов, включая болезнь Шагаса. Он также играет определённую роль в себорейном дерматите.
Анти-IFNγ моноклональное антитело эмапалумаб было одобрено для лечения гемофагоцитарного лимфогистиоцитоза.

## Регулирование
Существуют доказательства того, что экспрессия интерферона гамма регулируется псевдозависимым элементом в его 5' UTR, а также прямо или косвенно микроРНК: miR-29. Экспрессия этого интерферона регулируется через GAPDH в Т-клетках.. Это взаимодействие происходит в 3'UTR, где связывание GAPDH препятствует трансляции последовательности мРНК.